# Gnathoenia tropica
Gnathoenia tropica är en skalbaggsart. Gnathoenia tropica ingår i släktet Gnathoenia och familjen långhorningar.

## Underarter
Arten delas in i följande underarter:
- G. t. tropica
- G. t. schoudeteni
- G. t. congoana
- G. t. flavovariegata